# Gare de Kōro
La gare de Kōro (香呂駅, Kōro-eki) est une gare ferroviaire localisée dans la ville de Himeji, dans la préfecture de Hyōgo au Japon. La gare est exploitée par la compagnie JR West,sur la ligne Bantan.

## Service des voyageurs

### Desserte
La gare de Kōro est une gare disposant de deux quais et de trois voies.

- la 3e ne sert uniquement qu'à l'arrêt temporaire de train pour le passage d'un autre sur la même voie

| N° de voie | Ligne                                 | Direction                             |                                       |
| ---------- | ------------------------------------- | ------------------------------------- | ------------------------------------- |
| 1          | ▆ Bantan                              | Himeji                                |                                       |
| 2          | ▆ Bantan                              | Teramae/Wadayama                      |                                       |
| 3          | Arrêt temporaire sans descente/montée | Arrêt temporaire sans descente/montée | Arrêt temporaire sans descente/montée |

| JR West          |                 |                 |                 |                    |
| Direction Himeji | Ligne de Bantan | Ligne de Bantan | Ligne de Bantan | Direction Wadayama |
| Nibuno           |                 | Local 普通      |                 | Mizoguchi          |